# Narodziny Venoma
Narodziny Venoma to zestaw zeszytów komiksowych o przygodach Spider-Mana, które opisują genezę symbionta od pierwszego pojawienia się na Ziemi w The Amazing Spider-Man #252 do ujawnienia się Venoma w The Amazing Spider-Man #300. Historię po raz pierwszy wydał TM-SEMIC/FUN-MEDIA (ale tylko fragmenty), a po raz drugi Hachette w piątym tomie Wielkiej kolekcji komiksów Marvela.

## Zeszyty w Narodzinach Venoma w WKKM
- The Amazing Spider-Man #252
- The Amazing Spider-Man #256
- The Amazing Spider-Man #257
- The Amazing Spider-Man #258
- The Amazing Spider-Man #259
- Fantastic Four #274 (2 strony)
- Web Of Spider-Man #1
- The Amazing Spider-Man #298 (1 strona)
- The Amazing Spider-Man #299 (2 strony)
- The Amazing Spider-Man #300

## Twórcy
- Scenarzyści - Tom DeFalco, Louise Simoson i David Michelinie
- Rynki - Ron Frenz, Greg Larocque i Todd McFarlane
- Tusz - Josef Rubinstein i Jim Mooney
- Kolory - Glynis Wein, Christie Scheele, Bob Sharen i George Roussos
- Redaktorzy - Danny Fingeroth, Jim Owsley i Jim Salicrup
- Redaktorzy naczelni - Jim Shooter i Tom DeFalco
- Ilustracja na okładce (WKKM) – Todd McFarlane i Andy Troy (Avalon)